# Galeocerdo cuvier
El tiburón tigre (Galeocerdo cuvier) es una especie de elasmobranquio carcarriniforme de la familia Carcharhinidae propio de las aguas templadas y cálidas de todos los océanos. Se trata del único representante vivo del género Galeocerdo.

## Descripción

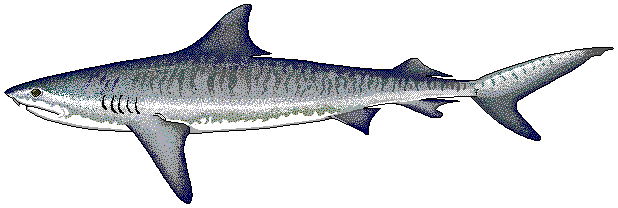
Tiburón tigre.

El apelativo de "tigre" se debe a que, como el gran felino asiático, este tiburón presenta una serie de rayas oscuras transversales en el dorso y costados que tienden a difuminarse con la edad. Su piel varía del azul al verde azulado lo que supone un gran camuflaje ya que este tiburón suele cazar atacando a su presa desde abajo pasando desapercibido en la profundidad. En la zona ventral y cara es de color blanco. El morro es chato y la cabeza, bastante aplastada, presenta una forma casi rectangular, donde destaca una boca parabólica de gran tamaño que se encuentra rodeada por unos pliegues labiales muy desarrollados. Los ojos son grandes y circulares y los orificios nasales alargados y muy adelantados, dispuestos casi en posición frontal. Los dientes son grandes, afilados y muy puntiagudos, provistos de bordes fuertemente aserrados, salvo en la parte interna de la punta. Esta peculiar morfología les hace perfectamente capaces de romper huesos de grandes animales y caparazones de tortugas. En caso de perderse alguno de los dientes durante el ataque, otro crece para ocupar su lugar.
El cuerpo es bastante corpulento, pero se adelgaza de forma acusada según se acerca a la aleta caudal. El peso máximo comprobado ha sido de 1524 kg, correspondiente a un ejemplar capturado en Nueva Gales del Sur, Australia, en 1954, que medía 5,5 m. La aleta dorsal, larga y puntiaguda, está muy desarrollada; las aletas delanteras son anchas y en forma de hoz, y la caudal presenta un lóbulo superior de mayor tamaño que el inferior. Las otras cuatro aletas posteriores (una dorsal y otras tres ventrales) son bastante pequeñas. La aleta caudal tiene forma aparente de quilla.

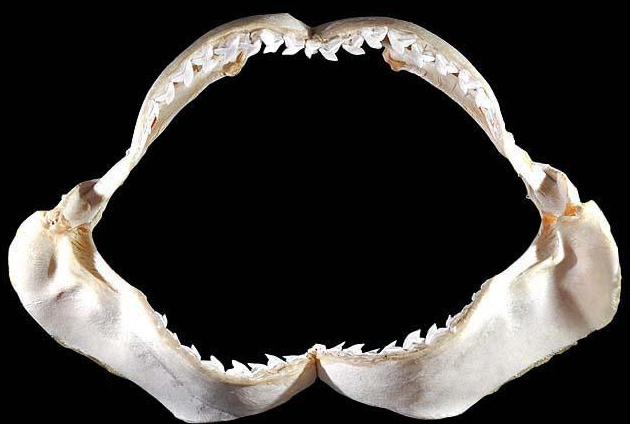
Mandíbula
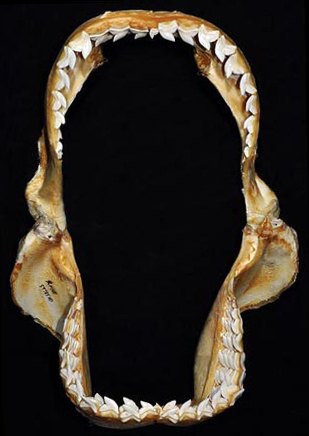
Mandíbula abierta
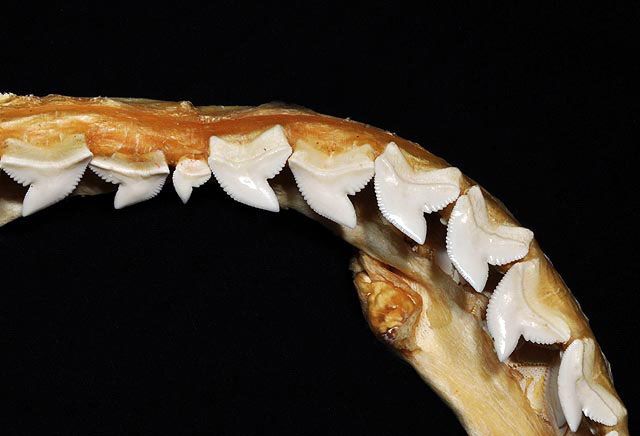
Parte superior
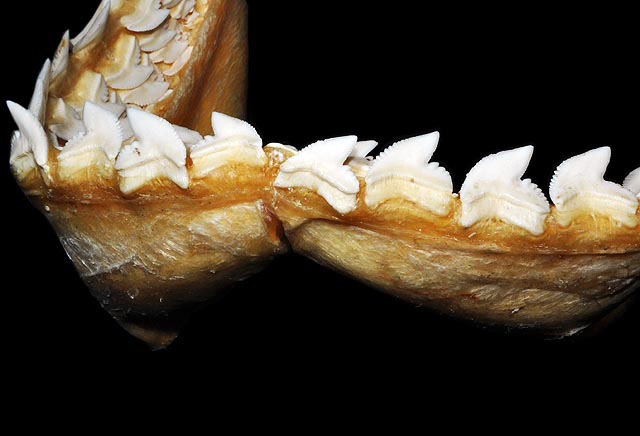
Parte inferior

### Piel
La piel del tiburón tigre suele variar entre el azul y el verde claro, con el vientre blanco o amarillo claro. La ventaja para este tiburón de esto es que cuando está cazando a su presa, cuando ésta mire al tiburón desde arriba, el tiburón se camuflará, ya que el agua de debajo es más oscura. Cuando la presa está debajo del tiburón y mira hacia arriba, el vientre claro también camuflará al tiburón con la luz del sol. Esto se conoce como contra-sombra. Las manchas y rayas oscuras son más visibles en los tiburones jóvenes y van desapareciendo a medida que el tiburón madura. Su cabeza tiene forma de cuña, lo que le permite girar rápidamente hacia un lado.
 Poseen pequeñas fosas en el hocico que albergan electrorreceptores denominados ampollas de Lorenzini, que les permiten detectar campos eléctricos, incluidos los débiles impulsos eléctricos generados por las presas, lo que les ayuda a cazar. Los tiburones tigre también tienen un órgano sensorial denominado línea lateral que se extiende por los flancos a lo largo de la mayor parte de sus costados. La función principal de esta estructura es detectar pequeñas vibraciones en el agua. Estas adaptaciones permiten al tiburón tigre cazar en la oscuridad y detectar presas ocultas.

### Visión
Los tiburones no tienen párpados superiores ni inferiores móviles, pero el tiburón tigre, junto con otros tiburones, tiene una membrana nictitante, un párpado transparente que puede cubrir el ojo. Una capa reflectante detrás de la retina del tiburón tigre, llamada tapetum lucidum, permite a las células sensoras de luz una segunda oportunidad de capturar fotones de luz visible. Esto mejora la visión en condiciones de poca luz.

## Alimentación
El tiburón tigre es un depredador solitario y predominantemente nocturno, que ataca a todo tipo de presas: desde peces óseos y calamares hasta rayas y otros tiburones, pasando por gasterópodos, crustáceos, serpientes marinas, tortugas marinas, aves y mamíferos marinos (marsopas, delfines, cetáceos, etc.). Pudiendo llegar a atacar a personas en pocas y determinadas circunstancias.

## Reproducción
Como muchos de los grandes tiburones, la especie es ovovivípara, pudiendo nacer entre 30 y 50 crías (máxima comprobada de 82) de 60-75 centímetros por parto. El crecimiento es lento y la madurez no llega hasta los 4-6 años, cuando los machos alcanzan 2,20 metros y las hembras 2,60. El ejemplar más viejo conocido tenía 50 años.

## Distribución geográfica

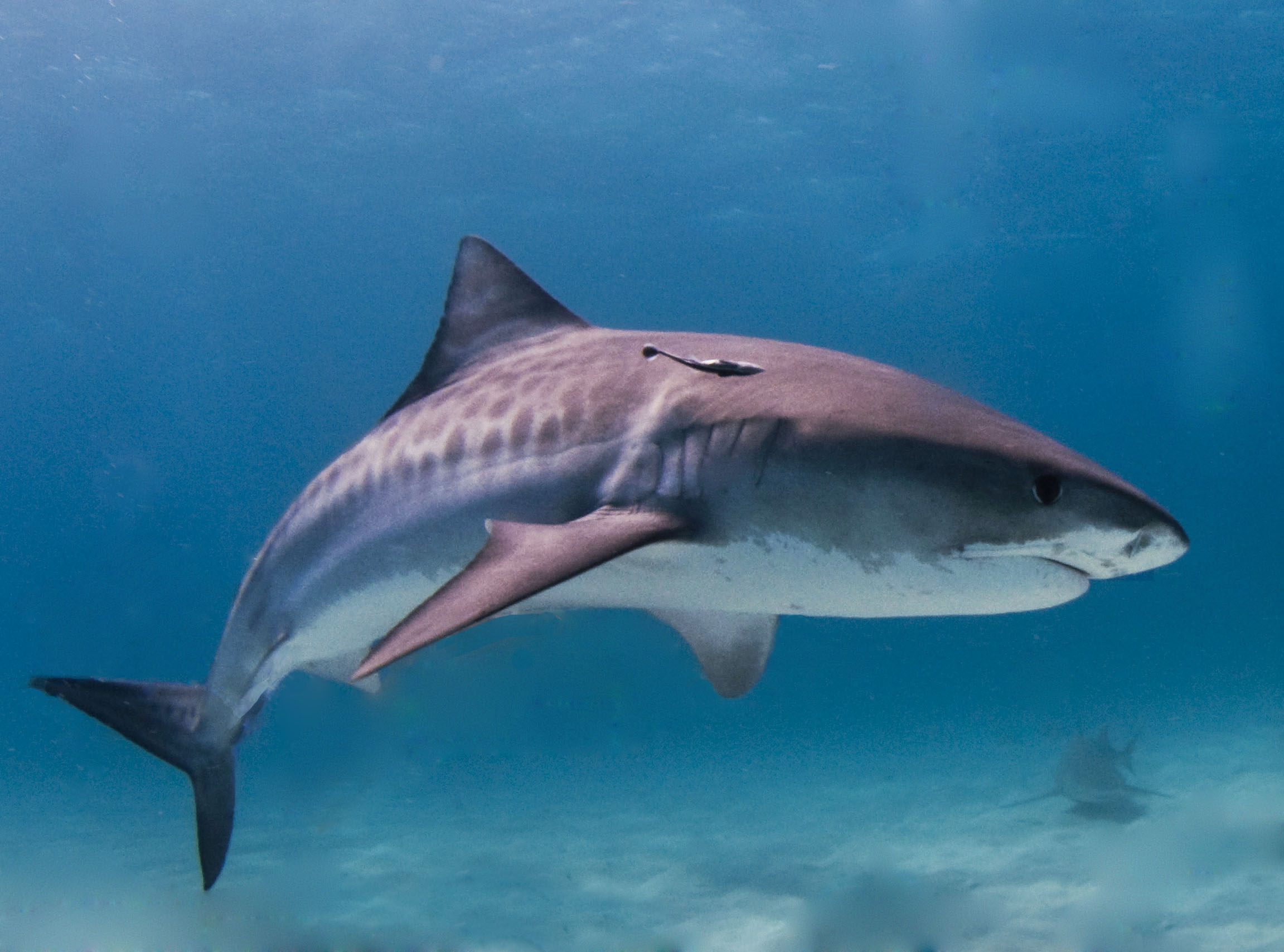
Tiburón tigre en las Bahamas.

La especie se encuentra principalmente en aguas tropicales y subtropicales de Oceanía y el sureste asiático, llegando por el norte a Japón y por el sur hasta Nueva Zelanda. Habita también en aguas costeras de todo el océano Índico, el golfo Pérsico y el mar Rojo. En América se le encuentra en la costa del Pacífico desde el sur de California al norte de Chile (incluidas varias islas como las Revillagigedo y las Galápagos), y en el Atlántico, desde el Río de la Plata hasta Nueva Inglaterra, siendo particularmente abundante en el mar Caribe y el golfo de México. En África está presente en el golfo de Guinea, desde donde se extiende bordeando la costa noroeste del continente hasta alcanzar Marruecos y Canarias. Aunque ausente del Mediterráneo, existe una población exigua en el golfo de Cádiz y áreas circundantes que ocasionalmente se adentra en el estrecho de Gibraltar. Mucho más extraña es la presencia de una población en el sur de Islandia, siendo la que está situada más al norte y que vive en aguas más frías. Se han registrado avistamientos (sin confirmar) en Irlanda, Gales y Cornualles (Véase arriba cuadro taxonómico).
La especie no se considera amenazada. En diferentes partes del mundo se captura por deporte, consumo y obtención de algunos productos como aceite de hígado, aletas para la obtención de sopa y cuero. También puede criarse en acuarios públicos, en los cuales demuestra generalmente una gran permisividad ante la presencia humana dentro del agua.

## Un apetito ecléctico
El tiburón tigre es un depredador, y tiene fama de engullir cualquier cosa que flote en el agua, habiéndose encontrado restos de basura en su sistema digestivo. Precisamente, el ecléctico apetito de los tiburones tigre le permitió aventurar a Luis Español, que la primera descripción histórica conocida de la captura de un tiburón es, quizá, la de un tiburón tigre. Dicha descripción aparece en la Relación escrita por Andrés de Tapia relatando la conquista de México por Hernán Cortés. Dice L. Español: 

Se supone que la relación se escribió en vida todavía de Cortés. Me atrevo a sugerir que se trata de la primera descripción de la pesca de tiburón en una lengua moderna, y los detalles que ofrece son del todo verosímiles con lo que sabemos de esos poderosos animales:

“Allí estuvo dos días por falta de buen tiempo, e yo vi que en el navío donde yo estaba tomamos un pescado que llaman tiburón, que es a manera de marrajo, e segund pareció habie comido todas las raciones que daban de carne a los soldados e personas que iban en el armada, que como era de puerco salada, para la echar en mojo cada cual la ataba al bordo de su navío en el agua; y tomámosle en nuestro navío con un anzuelo y con ciertos lazos que le echaron por la veta do iba el anzuelo; e no podiéndolo sobir con los aparejos porque daba mucho lado al navío, con el batel lo matamos en el agua, e como podimos lo metimos a pedazos en el batel y en el navío con los aparejos, e ternie en el cuerpo más que treinta tocinos de puerco, e un queso, e dos o tres zapatos, e un plato de estaño, que parecía después haberse caído el plato y el queso de un navío que era del adelantado Alvarado, a quien el señor marqués habie hecho capitán de un navío de los de su armada. […] La carne que se sacó del pescado comimos, porque estaba más desalada que la otra, y sabie mejor”.

Debía tratarse de un gran escualo ya que no podían subirlo a bordo sin que se escorara el navío, por pequeño que fuera. Quizá fuera un gran tiburón tigre dado el contenido de su estómago. Es conocida la tendencia de esos escualos, verdaderos basureros del mar, a engullir todo lo que encuentran, y la lentitud de su sistema digestivo dio pie a una escena inolvidable de la película Tiburón.

Por el contexto se deduce que los hechos a los que alude Andrés de Tapia ocurrieron en febrero de 1519.

## Relación con los humanos

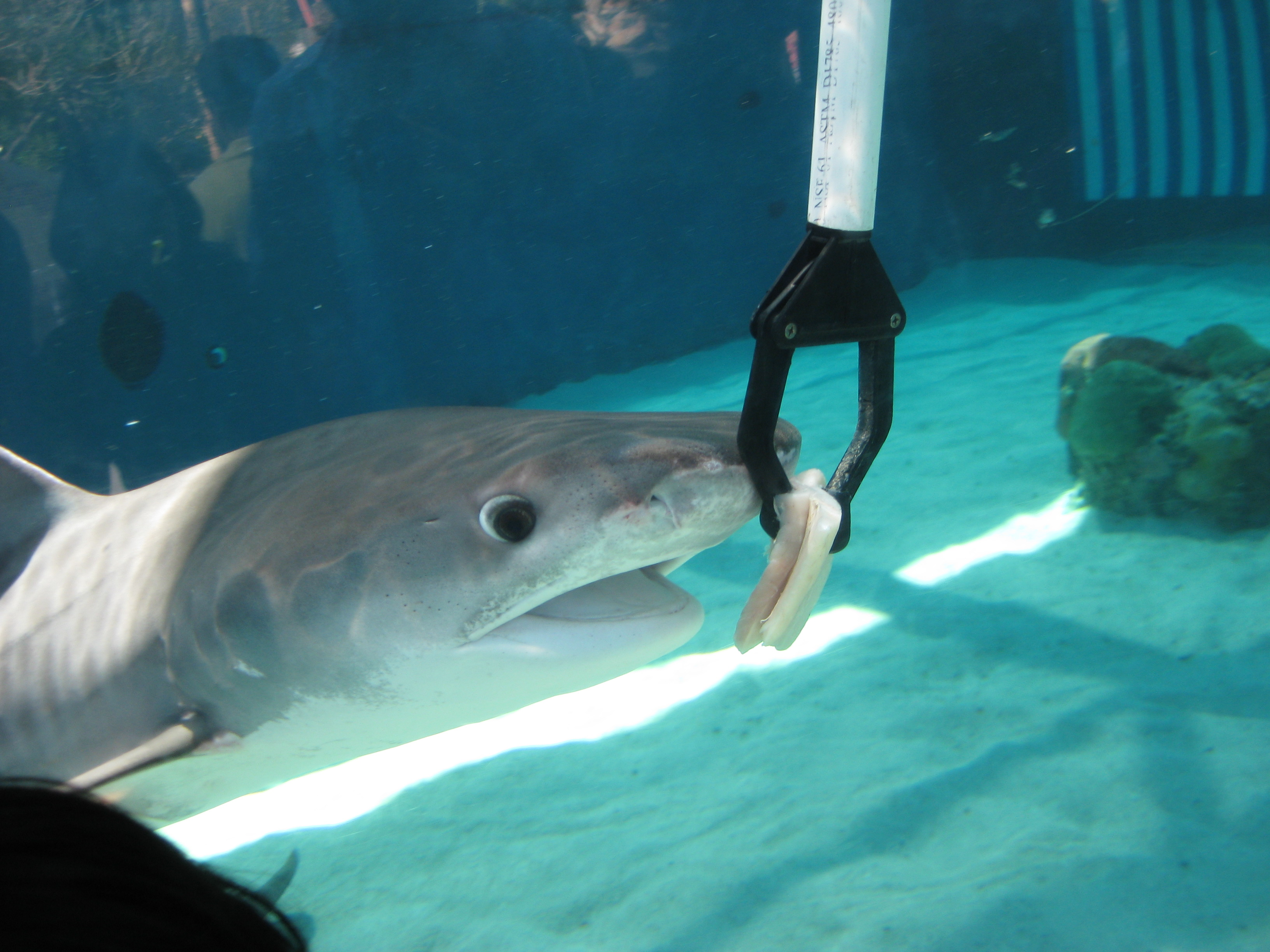
Una imagen de un tiburón siendo alimentado por un humano por un brazo robot, este tiburón fue capturado en febrero de 2009 y liberado septiembre del mismo año.

Aunque los tiburones rara vez muerden a los humanos, se informa que el tiburón tigre es responsable de una gran parte de los incidentes fatales de mordeduras de tiburones y se considera una de las especies de tiburones más peligrosas. A menudo visitan arrecifes poco profundos, puertos y canales, creando la posibilidad de encontrarse con humanos.  El tiburón tigre también habita en las desembocaduras de los ríos y otras aguas ricas en escorrentías.
 Aunque se considera que el tiburón tigre es uno de los tiburones más peligrosos para los humanos, su tasa de mordeduras es baja y raramente fatales. Ocupa el segundo lugar en la lista de mordeduras registradas en humanos, solo detrás del gran tiburón blanco. Por lo general, ocurren de tres a cuatro mordeduras de tiburón por año en Hawái, pero rara vez son fatales; una sobreviviente notable de tal ataque es la campeona de surf Bethany Hamilton, quien perdió su brazo izquierdo a los 13 años a manos de un tiburón tigre en 2003. Esta tasa de mordeduras es muy baja, considerando que miles de personas nadan, surfean y bucean en aguas hawaianas todos los días. Se ha demostrado que las interacciones humanas con tiburones tigre en aguas hawaianas aumentan entre septiembre y noviembre, cuando se cree que las hembras de tiburón tigre migran a las islas para dar a luz.
Entre 1959 y 2000, se sacrificaron 4.668 tiburones tigre en un esfuerzo por proteger la industria del turismo. A pesar de dañar la población de tiburones, estos esfuerzos demostraron ser ineficaces para disminuir la cantidad de interacciones entre humanos y tiburones tigre. Alimentar tiburones en Hawái (a excepción de las prácticas culturales o religiosas hawaianas tradicionales) es ilegal, y se desaconseja la interacción con ellos, como el buceo en jaulas. El conductista de tiburones y buzo sudafricano Mark Addison demostró que los buzos podían interactuar y bucear con ellos fuera de una jaula de tiburones en un especial de Discovery Channel de 2007, y la fotógrafa submarina Fiona Ayerst nadó con ellos en las Bahamas. En la "Tiger Beach" (la playa de los tigres) frente a Gran Bahama, el buceo sin jaula con hembras de tiburón tigre (e incluso su manejo) se ha convertido en algo rutinario.

## Taxonomía
Este tiburón fue descrito científicamente por primera vez por Peron y Lesueur en 1822, y se le dio el nombre de Squalus cuvier. Müller y Henle en 1837 lo renombraron como Galeocerdo tigrinus. El nombre del género, Galeocerdo, deriva del griego galeos, que significa tiburón, y kerdo, la palabra para zorro. A menudo se le llama coloquialmente tiburón devorador de hombres.
El tiburón tigre pertenece al orden Carcharhiniformes, el más rico en especies de tiburones, con más de 270 especies, entre las que se incluyen también los pequeños tiburones gato y los tiburones martillo. Los miembros de este orden se caracterizan por la presencia de una membrana nictitante sobre los ojos, dos aletas dorsales, una aleta anal y cinco hendiduras branquiales. El cuvier es el miembro más grande del orden, comúnmente conocido como tiburones de fondo. También es el último miembro existente de Galeocerdonidae.